# 戸坂 (広島市)
戸坂（へさか）は、広島県広島市東区北部に位置する地区。

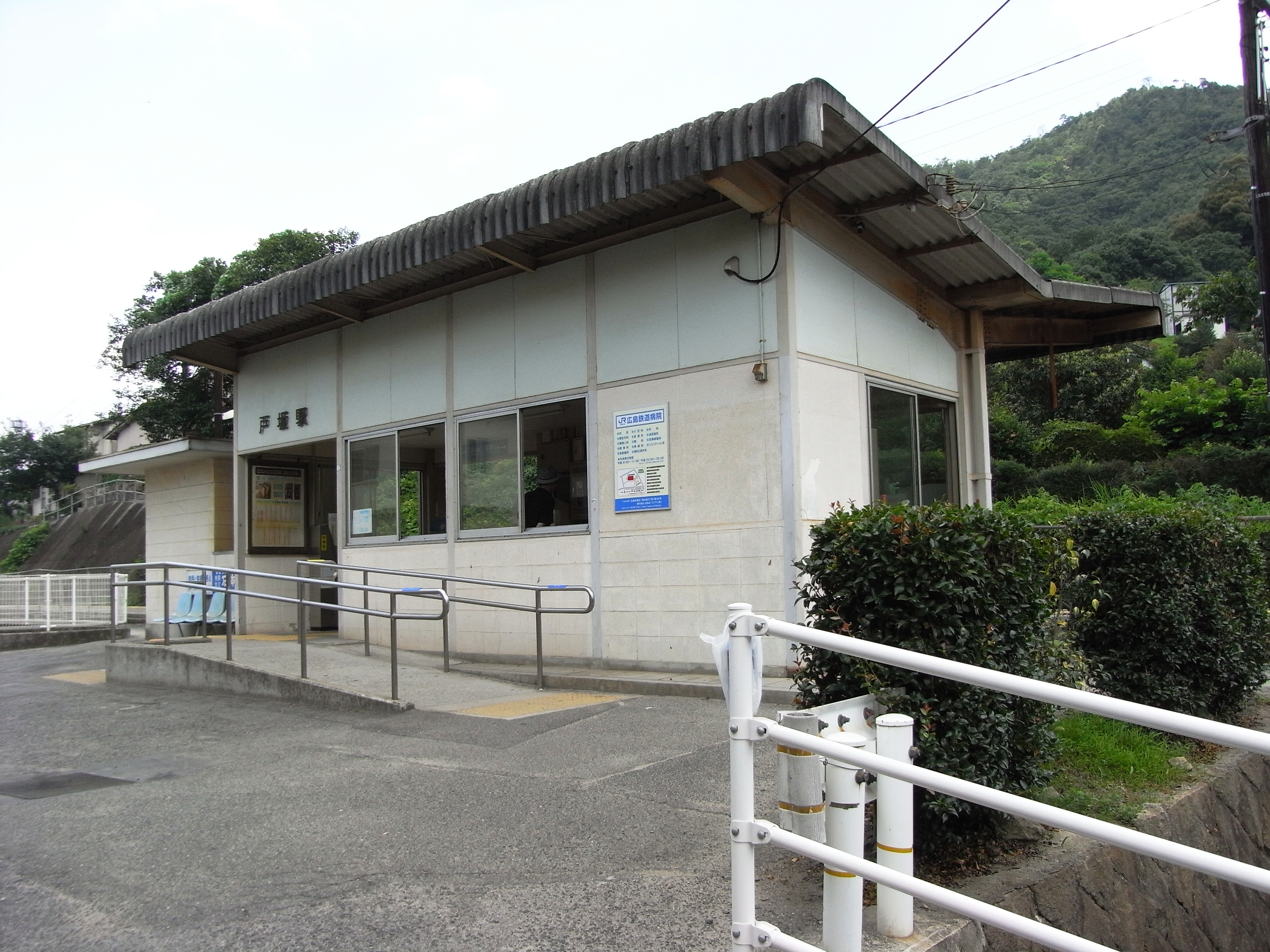
戸坂駅 2008年7月撮影

## 地理
- 南側と東側は牛田山（西山・茶磨山とも）などの山に囲まれ、西北部が太田川に面して開けた谷間となっている。
- 区域はかつての「安芸郡戸坂村」の村域にほぼ相当する。

## 隣接地区
- 北側…安佐北区高陽
- 東側…東区温品地区
- 南側…中山地区および牛田地区
- 西側…太田川を挟んで安佐南区西原および東原

## 歴史
- 広島築城以前の古代・中世の戸坂は、山陽道が太田川を渡河する地点にあり重要な交通拠点であった。藩政時代、戸坂は浅野家の家老である上田宗箇家の給地となっており、村人たちは農業のほか、太田川の水運に従事した。しかし川が大きく湾曲する地点でもあったことから、昭和期の太田川改修事業の完成までしばしば水害に悩まされることになった。近代以降、安芸郡に属した戸坂地区（戸坂村）は、ハワイ・アメリカへの出稼ぎ移民を多出する「移民の村」として知られた。
- 第二次世界大戦後になって、この地区での太田川の改修が本格化して治水問題は解決され、また安芸大橋が対岸の祇園町との間に架設されて交通の便宜が図られた。この頃から市内に出勤する兼業農家が地区内で増加して広島市との関係が強まり、その結果として戸坂村は広島市に編入合併された。
- 1950年代半ば以降、桜が丘団地・百田団地・東浄団地の住宅造成など宅地化が進行、1964年には広電バス戸坂線も開通して広島の近郊住宅地としての性格が色濃くなった。

## 沿革
- 1889年4月1日 - 町村制発足により安芸郡戸坂村が設置。
- 1955年4月10日 - 安芸郡戸坂村が 広島市に編入し広島市戸坂町となる。
- 1974年 - 町名変更により戸坂町の大部分が現町名に分割された。
- 1980年 - 広島市が政令指定都市に移行し戸坂地区は東区に属した。

## 地名

### 地名の由来
「戸坂」は鎌倉時代の文書にも登場する古い地名で、牛田山に要害を築きこの地を支配していた「戸坂氏」との関連を指摘する見解がある（詳細は戸坂村を参照）。「かつて中山峠（中山地区との境界）越えに難儀していた旅人が、坂を上るさい屁を出した」ので「屁が出る坂」すなわち「戸坂」というのは俗説。

### 住居表示と各町名の由来
- 戸坂千足（へさかせんぞく）

1541年（天文10年）、毛利氏が銀山城を攻略し武田氏を滅ぼした際、毛利方がおびただしい数（千足）の草鞋に火を付けて川に流し、武田軍を欺いたという伝承に由来する。あるいは「千束の稲が実る豊かな地」の意とも。
- 戸坂くるめ木（へさかくるめぎ）

町内に所在するかつての村社「狐瓜木（くるめぎ）神社」に由来する。
- 戸坂山崎町（へさかやまさきちょう）
- 戸坂桜西町（へさかさくらにしまち）

1964年10月に造成された「桜ヶ丘団地」に由来するが、団地名はこの丘に所在する「桜御前神社」にちなむものである。
- 戸坂桜上町（へさかさくらうえまち）

同上。
- 戸坂桜東町（へさかさくらひがしまち）

同上。
- 戸坂中町（へさかなかまち）
- 戸坂惣田（へさかそうだ）
- 戸坂山根（へさかやまね）
- 戸坂数甲（へさかかずこう）

戸坂村以来の古い地名で、「数の甲（かぶと）」すなわち武器に関係する人々が居住していたのではないかと考えられる。
- 戸坂出江（へさかいづえ）

戸坂村以来の古い地名で、牛田山の中腹に存在していた「じゅんさい池」から谷川が流れ出ていたことに由来する。
- 戸坂城山町（へさかしろやまちょう）

戸坂氏が牛田山に築いた要害（戸坂城）に由来する。
- 戸坂長尾台（へさかながおだい）
- 戸坂大上（へさかおおあげ）
- 戸坂南（へさかみなみ）
- 戸坂新町（へさかしんまち）

## 施設

### 公共施設
- 広島東警察署戸坂交番（戸坂出江2丁目）
- 広島市消防局東消防署戸坂出張所（戸坂出江2丁目）
- 戸坂取水場（戸坂千足2丁目）
- 戸坂堤防 1951年3月31日竣工。
- 戸坂ポンプ場（戸坂千足2丁目）

## 教育機関
- 広島県立広島中央特別支援学校 - 戸坂浄水場跡地に開校
- 広島城北中学校・高等学校（戸坂城山町）
- 広島市立戸坂中学校（戸坂新町3丁目）
- 広島市立戸坂小学校（戸坂出江2丁目）
- 広島市立戸坂城山小学校（戸坂城山町）
- 広島市立東浄小学校（中山新町2丁目）
- 広島城北幼稚園（戸坂城山町）

## 交通機関

### 鉄道
- JR西日本 芸備線 戸坂駅
  - （広島 - 矢賀） - 戸坂駅 - （安芸矢口 - 下深川・狩留家・三次方面）
  - 1916年4月25日開業。
  - ※ 芸備線にはかつて石ヶ原駅も存在したが、1941年に休止された。

### 路線バス
- 30,32,33（広島交通[1] 深川線 / 中国JRバス[2] 雲芸南線）
  - （広島バスセンター・広島駅・不動院方面） - 天水 - 広島ゴルフ場前 - 下千足 - 千足 - 上千足 - （矢口・高陽ニュータウン方面）
- 12号線（広電バス[3]）
  - （八丁堀・牛田・不動院方面） - 天水 - 広島ゴルフ場前 - 下千足 - 千足 - 戸坂小学校 - 桜ヶ丘団地入口 - 専教寺前（広島城北学園入口） - 大上 - 百田団地 - 戸坂南2丁目 - 戸坂中学校 - （中山新町 - 東浄小学校前）
  - 午前9時まで八丁堀方面の便は戸坂市道（千足←戸坂小学校←桜ヶ丘団地入口）を経由する
- 27号 中山線（広島バス[4]）
  - 戸坂東浄団地 - 戸坂新町2丁目 - 東浄ショッピングセンター前 - 戸坂中学校 - 第一病院前 - （中山踏切・広島駅・八丁堀方面）

## 道路
- 広島県道37号広島三次線 - 広島市中心部方面 / 安佐北区高陽ニュータウン方面
  - 広島県道271号八木広島線 - 高瀬大橋・安佐南区八木方面
- 広島県道152号府中祇園線 - 府中町方面 / 安芸大橋・安佐南区西原方面
  - 安芸大橋 1952年竣工

## 店
- ザ・ビッグ戸坂店（戸坂山崎町）
- ユアーズ戸坂店
- フジ戸坂店